# Ainhoa Mujika Goñi
Ainhoa Mujika Goñi (Motrico, Guipúzcoa, 1972), alias Olatz, fue miembro de la desaparecida banda terrorista ETA condenada por la justicia por su participación en diversos crímenes.

## Biografía
Pareja de Juan Antonio Olarra Guridi, se integró en 1995 en el comando Buru Ahuste, que operó en Madrid entre los años 1995 y 2001 y que cometió varios asesinatos en la capital de España. Además, colaboró en la reestructuración operativa de varios comandos y el fortalecimiento de la actividad terrorista de ETA durante los años previos a la tregua de 1998. Tras la tregua, se conoce que "Txapote" impuso un nuevo sistema de organización de los comandos, que estarían formados por tres miembros liberados de la organización, de los cuales solo dos participarían simultáneamente en la comisión de atentados. El otro miembro sería el encargado de limpiar los pisos de pruebas e informar a la dirección en el caso de que fuesen detenidos los dos primeros.

## Comando Madrid
Ainhoa Mujika formó parte del denominado 'comando Madrid' junto a su compañero sentimental y ex número uno del aparato militar de ETA, Juan Antonio Olarra Guridi, y los también etarras Rufino Arriaga Arruabarrena, Idoia Martínez García y Jon Bienzobas Arretxe.
Entre las actuaciones que llevaron a cabo estos terroristas se encuentran los asesinatos del expresidente del Tribunal Constitucional Francisco Tomás y Valiente (el 14 de febrero de 1996), del teniente general del Ejército de Tierra Jesús Cuesta (el 8 de enero de 1997) y del magistrado del Tribunal Supremo Rafael Martínez Emperador (el 10 de febrero de 1997). También el atentado fallido contra el expresidente del Gobierno José María Aznar, el 20 de abril de 1995.

## Coches bomba
El 11 de diciembre de 1995 un coche bomba segó la vida de seis trabajadores civiles de la Armada e hirió a 44 personas en el barrio madrileño de Vallecas. Entre los fallecidos estaba Santiago Esteban Junque. 

### Torre de Logroño
El 10 de junio de 2001 estalló un coche bomba sin víctimas en la Torre de Logroño. El atentado, cometido por el comando Xoxua, había sido ordenado por Mujika Goñi que ejercía entonces "funciones propias de dirección y responsabilidad respecto de diversos comandos de la organización terrorista ETA".

## Detención y juicio
Detenida por las autoridades francesas el 16 de septiembre de 2002, fue acusada de asociación de malhechores, tenencia de armas y falsificación de documentación. Permaneció en prisión hasta que fue entregada a las autoridades españolas el jueves 9 de agosto de 2007, junto a Lexuri Gallastegi, cuñada de Txapote.
El 15 de octubre de 2009 la Audiencia Nacional condenó a Mujika Goñi, 'Olatz', a 18 años de prisión por un delito de estragos terroristas por haber ordenado a los miembros del 'comando Xoxua' de ETA perpetrar el atentado contra la Torre de Logroño cometido el 10 de junio de 2001. El acto terrorista no provocó víctimas, pero sí importantes daños materiales valorados en 1,9 millones de euros. Tras obtener información sobre posibles  objetivos en la capital de La Rioja, la sentencia aclara que la etarra ordenó "el ataque contra los edificios del Banco de España, de Telefónica y del denominado 'Torre de Logroño' de dicha capital".

## Atentados en los que participó
- Colocación de coche-bomba en el barrio de Vallecas de Madrid el 11 de diciembre de 1995.
- Orden de colocación coche bomba en la Torre de Logroño, el 10 de junio de 2001.